# 조갑제
조갑제(趙甲濟, 1945년 10월 24일~)는 대한민국의 언론인이다. 그는 일본 사이타마 현 사이타마에서 출생하였고 지난날 한때 미 군정 조선 경상북도 청송에서 잠시 유아기를 보낸 적이 있으며 그 후 미 군정 조선 경상남도 부산에서 성장하였다.

## 이력
대한민국 공군관제병으로 복무한 그는 조선일보 월간조선 편집장, 월간조선사 사장 등을 지냈다. 그는 해방을 맞이한지 두 달 지난 1945년 10월 24일, 일본 사이타마현에서 출생하였으며 부모의 고향인 경상북도 청송군으로 곧 돌아와서 초등학교까지 성장하였다. 그토록 지난날 한때 경상북도 청송군에서 잠시 유아기를 보낸 적이 있는 그는 이후 가정 형편 때문에 경상남도 부산시로 이주하였고, 부산고등학교를 졸업했다. 그 후 부산수산대학을 중퇴했다.
1971년 부산 국제신보 (국제신문의 전신)에 입사하여 기자생활을 시작했고, 1981년 상경하여 월간 마당에 창간 멤버로 입사했고 마당의 2대 편집장을 지낸 후 1983년부터 월간조선 기자가 된 이래 월간조선, 조선일보의 기자로 활동하였다. 과거 군사독재 정권 시절에 체제비판적 언론인으로 명성을 떨쳤으나 1988년 서울 올림픽을 기점으로 심경에 변화를 일으켜 1990년대 이후로는 보수주의 성향의 논객으로 활동하고 있다.

## 생애

### 생애 초기
1945년 10월 24일 일본 사이타마현에서 2남 4녀의 장남으로 태어났으나 1946년 부모를 따라 고향 경상북도 청송군 안덕면으로 돌아와 초등학교까지 성장하였다. 그 후 부산으로 이주하여 부산고등학교에 졸업한 그는 고교 재학 시절 미국과 일본의 프로야구 중계방송에 탐닉했다. 시장에서 구한 단파라디오로 하루 4~6시간씩 미국과 일본의 프로야구 중계를 들으며 영어와 일어를 익혔다. 그의 외국어 능력은 기자 생활 당시 취재 영역을 넓히는 데에도 큰 도움이 되었다고 한다. 부산수산대학에 입학하였지만 군 복무 후 복학을 포기하게 된다.

### 언론인 활동

#### 기자 생활 초반
1971년 부산 국제신보 (국제신문의 전신)의 입사(入社) 시험에 1위로 합격하며 기자생활을 시작하였다. 1974년 중금속 오염 실태를 취재해 기사를 연재했는데, 이 기사로 입사 4년차인 만 29세에 한국기자상(7회)을 수상하기도 했다. 조갑제는 당시 박정희를 비판한 글을 자신 만큼 많이 쓴 사람이 없다며, 사회부 기자로서 권력에 쓰러져가는 사람들, 고문 받는 사람들, 억울한 사람들을 중심으로 쫓아다니면서 기사를 썼다. 이 과정에서 박정희 정부를 비판하다 두 차례 강제해직 당했다. 또한, 1980년 광주민주화운동 취재를 자청했던 것이 주요 동기로 신군부에 의해 해직됐다.  특히 이 광주민주화운동 취재는 1985년 양대 월간지에 보도를 내놓기 시작하면서 이 보도는 큰 반향을 불러일으켜 노태우 정부가 들어선 다음인 1988년, 국회에서 광주특위와 5공특위가 열리게 한 기초자료가 되었다.
1981년 상경하여 월간 마당에 창간 멤버로 입사했고 르포 기사 분야에서 일했다. 당시 그의 대표적인 기사가 ‘부산 김근하(金根夏)군 유괴 살인 사건의 내막-하느님은 아신다. 그러나 기다리신다’는 기사였다. 마당의 2대 편집장을 지낸 후 1983년부터 월간조선에서 일했다.

#### 조선일보 활동
조선일보에 입사한 이래 주로 탐사보도 방면에서 활동했는데, 그 과정에서 10·26 사태와 박정희 전 대통령의 죽음에 관해 집중적으로 보도하게 된다. 그가 박정희 전 대통령 연구에 평생 매달리게 된 것도 10·26 취재가 그의 정치적 감성을 자극했기 때문이라고 한다. 조갑제가 박정희 전 대통령을 높이 평가하는 것은  그의 민족주의적 ‘조국 근대화’ 논리에 깊이 천착하고 이에 경도됐기 때문이라고 보는 시각이 있다.
조갑제에 이어 월간 마당의 편집장이 되었으며 후일
월간조선의 편집위원을 지낸 정순태 씨는,  조갑제가 박정희에 대해 반대하다가 따뜻한 시선을 가지게 된 계기에 대해 다음과 같이 설명했다.
기자가 된 직후인 1971년 4월 제7대 대통령선거를 해보곤 유신 내내 단 한 번도 대통령선거를 해보지 못했다. 유신이 선포됐던 1970년대의 박정희는 너무 강했기에 젊은 우리들은 심정적으로도 그를 거부할 수밖에 없었다. 더구나 해직까지 됐으니 그를 좋아할 수 없었다. 조갑제도 박 정권에 대해서는 매우 강하게 저항했다. 그런데 1980년대 중반 3공 비화를 추적하면서 박정희는 일본의 일류교육, 미국의 장교교육을 받은 실용적인 리더라는 것을 알게 되었다. 조갑제는 ‘마당’에 있을 때 이미 박정희의 업적은 인정해야 한다는 의견을 보였다. 그때 우리는 독자가 박정희 시대의 비화를 밝히는 것은 좋아하지만, ‘박정희는 여자를 좋아했다’는 식으로 깎아내리면 싫어한다는 것을 느꼈다.

1987년 6월에는 민주화 운동의 선봉에 나서기도 했다. 1991년부터 월간조선의 편집장을 역임하면서 북한과 화해 정책을 폈던 김대중·노무현 정부를 비판했고, 박정희 재평가에 힘써 《내 무덤에 침을 뱉어라》라는 전기를 조선일보에 연재하기도 했다. 2001년 월간조선의 독립 법인화에 따라 편집장 겸 대표이사로 재임했으나, 2004년에는 편집장, 2005년에는 대표이사 자리에서 각각 물러났다.

### 2000년대 이후
1998년부터는 더욱더 자유민주주의의 원칙을 확고히 한, 보수 성향 논객으로 활동하며 김대중, 노무현 정부와 민족 해방 계열 정치인, 주체 사상파(NL) 와 민중 민주주의파(PD) 와, 그들이 만든 반체제 시민단체를 비판하는 활동을 했다.
1999년부터는 운영해온 개인 홈페이지와 출판사 조갑제닷컴으로 활동 영역을 옮겨, 이 두 매체를 통해 수구좌익 인사 및 좌파 정부, 설익은 우파 정부와 얼치기 보신기회주의 우익 모두를 비판하고 있다. 현재는 강연을 통해 자신의 시국관과 이념을 전파하고 있으며, 정치 평론 사이트 조갑제닷컴에 자신과 이성적이고 합리적인 세계관을 지닌 인사, 독자들의 글을 선별해서 칼럼 형식으로 싣고 있다.

## 연표
- 1965년 부산고등학교 졸업
- 1967년 부산수산대학 중퇴
- 1971년 부산 국제신보 입사
- 1981년 월간 마당 편집장-취재부장
- 1983년 조선일보 월간조선 기자
- 1991년~2000년 12월 31일 월간조선 출판국 편집장
- 1997년 하버드 대학 니먼 펠로우 1년 연수
- 2001년 1월 3일 조선일보의 독립법인화에 따라 편집장 겸 대표이사에 취임
- 2005년 4월 1일 조갑제닷컴 대표

## 정치·사회에 관한 견해

### 민주화 운동에 대한 입장
언론에서 조갑제는 민주화 운동 자체를 좌익이라고 비판하면 안 된다고 주장했다. 그는 4·19 혁명, 6·3 사태, 부마항쟁, 광주민주화운동, 1987년의 6월 항쟁을 근본적으로 반공성향의 반독재민주화운동이라고 규정하며, 이 운동 속에 소수의 좌익이 끼어 있었을 수도 있지만 대세를 이루지 못했고 주도권도 잡지 못했다고 주장한다.
여기서 조갑제가 말하는 반공민주화운동은 멸공북진통일을 희망하는 군사독재 및 극우세력과 정반대로, 대한민국이 남북분단의 장기화로 인해 마치 섬나라처럼 된 것을 인정하고 「"대한민국과 북한"이라는 선을 긋자」는 주장을 하는 것을 말한다.

### 북한 5.18 개입 논란 반박
2013년 일부 종편이 탈북자의 발언을 인용해 광주민주화운동에 북한이 개입했다고 보도하자 이를 반박하는 글을 개인 홈페이지에 싣기도 했다.

### 대북(對北) 성향에 대한 입장
조갑제는 대북(對北)면에서 원칙적인 태도를 보이며 김정일에는 '민족반역자', '고난의 행군 시기300만 동포들을 굶겨죽인 국적(國賊)'이라는 표현을 주로 사용해 평가한다. 그는 또 2000년 시드니 하계 올림픽 남북한 선수단 동시입장에 대해서도 대한민국과 조선민주주의인민공화국은 각각 태극기와 인공기를 들고 따로 입장했어야 한다며 부정적인 시각을 보이기도 했다. 그러나 최근엔 북한 핵 개발을 '자주국방' 차원에서 해석하기도 했다.

### 광우병 논란에서의 입장
뉴라이트가 주최한 광우병선동센터 KBS, MBC 규탄 기자회견 참여하고, 광우병 쇠고기 파문에 대해서 “MBC와 KBS의 선동보도에 넘어가면 안 된다. 미국산 쇠고기는 절대적으로 안전하다” 라고 입장을 밝혔다. 또 “이명박 대통령이 국민에게 직접 ´MBC와 KBS의 선동보도에 넘어가서는 안 된다. 미국산 쇠고기가 안전하다'는 것을 확실히 얘기해줬어야 했다”며 이 대통령의 기자회견을 비판했다. 한편, 조갑제닷컴에서는 “광우병이 미국에서 발생해도 계속 수입해야 한다는 문제에 대해 대책, 설명 없이 무조건 안전하다 하니 걱정할 수밖에 없다”며 “국민이 걱정하면 바로잡는 게 마땅한 정부의 자세다. 국민이 납득하고 안심할 수 있는 대책을 빨리 내놓아야 한다”고 주장했다.

### 단박인터뷰에서의 비평
한국방송 김영선 PD의 단박 인터뷰 2008년 6월 18일에 출연해 자신을 진보 논객이라고 주장함과 동시에 촛불시위는 청소년이 밤에 참여해서는 안 된다고 주장하면서 미국산 쇠고기는 세계에서 가장 최고의 안전한 품질이라고 말했다. 이명박 대통령의 미국산소고기 대국민사과에 대해 조갑제는 “진실을 밝히지 못하고 거짓말과 폭력에 항복했기 때문에 이런 사태가 빚어졌다고 했다”라고 말했고, 지지율이 떨어진 이유는 “이념이 없는 실용주의 노선을 발표하면서 소신을 밝히지 못해 보수층의 지지가 떨어진 것이다. 또한 초기내각이 실패한 이유는 한반도는 이념 전쟁이 있는 곳인데도 불구하고 이 이념 전쟁터에서 이념을 버리고 그 노선에 맞는 고분고분하고 경험없는 교수 중심의 내각으로 싸울 줄 모르는 사람들을 모았기 때문”이라고 지적했다.

### 역대 대통령에 대한 평가
그는 박정희를 역대 최고의 대통령, 김영삼을 최악의 대통령으로 각각 꼽는다. 김영삼은 지금의 좌파를 키워준 좌파의 숙주(宿主)라고 간주했다. 우파이면서 좌파가 활약할 수 있도록 한 실패한 대통령이라고 평가했다. 민주당계 정권을 친북좌파세력이라고 평가했다. “박정희는 모택동 군대와 싸웠고 비록 만주국 군인이었지만 항상 조국의 독립을 생각했고 민족정신이 강했다는 증언이 많다”라며 박정희가 친일파가 아님을 주장하기도 했다. 하지만 혈서, 좌익전력, 여자관계 등 박정희의 부정적인 부분은 대부분은 자신이 발굴했다며 박정희를 미화하지 않고 있는 그대로 썼다고 주장했다. ‘남북정상회담’이라 하지 않고 ‘노무현-김정일 회담’이라 하기도 했다.
김대중에 대해서는 민주화를 위해 투쟁한 것은 인정하나, 6.15 선언 이후에 헌법과 배치되는 방향으로 가버렸다며 6.15 선언은 만악의 근원이라고 주장였다.

### 윤석열과 비상계엄
조갑제는 과거 윤석열 전 대통령을 보수 진영의 기대주로 평가하며 일정 수준의 지지를 보였으나, 2025년 기준으로는 그의 행보에 대해 강한 비판으로 입장을 선회하였다. 조갑제는 윤 전 대통령이 계엄령 발동을 시도하고 중앙선거관리위원회를 ‘부정선거 집단’으로 규정한 것을 두고, 대한민국이 수십 년간 축적해온 제도와 문명의 기반을 훼손한 중대한 과오로 지적하며, 이를 통해 윤석열은 제도적 정당성을 해치는 “제도 파괴자”로 전락했다고 주장하였다. 그는 윤 전 대통령이 과거 보수가 쌓아온 민주주의적 성취를 부정하고, 보수의 이름을 빌려 보수의 정체성을 훼손하고 있다고 비판하며, 이러한 태도 변화의 배경에는 윤석열의 권위주의적 성향과 정파적 이해에 따른 법치 왜곡이 있다는 인식이 깔려 있다. 특히 조갑제는 윤 전 대통령에 대한 평가를 “전두환은 욕먹지만, 윤석열은 인간적 경멸의 대상”이라며 단순한 정치적 비판을 넘어 도덕적·인격적 거부감으로까지 확장하였다.

### 역사 평론

#### 신라에 대한 견해
문무왕이 자신의 조상을 김일제라 칭하여 사대모화적이라는 비판을 받자 조갑제는 이의를 제기하여 문무왕이 모화사상에 젖어서 족보를 조작하려고 했다면 왜 하필 중국 한족이 싫어하는, 더구나 한나라에 반역했다가 도륙된 흉노족 김일제의 후손을 자처했겠느냐며 비판에 대한 반론을 제기하기도 했다.

#### 연개소문에 대한 입장
2008년 2월 조갑제는 연개소문을 북한의 김정일과 비슷하다고 평가하였다. 그 근거로 두 인물 모두 포악하다, 외교에 실패해 적국(연개소문은 당나라, 김정일은 미국)의 원수가 됐다, 아들들을 잘못 키웠다고 지적하였다. 또한 조갑제는 고구려 멸망의 결정적 원인을 제공했다고 보았다. 그를 실패한 역사 인물이라 평가하였으며 그를 드라마의 주인공으로 만든 것은 삐뚤어진 역사관의 발로라고 비판하였다. 조갑제는 고구려 추앙 분위기 속에서 대체로 과대평가되고 미화되었지 폄하된 적은 거의 없다고 하였으며, 연개소문 긍정론에 대해 연개소문을 통해서 신라의 삼국통일을 폄하하려는 의도를 지닌다며 비판하였다. 조갑제는 또한 자신의 주장의 근거로 서강대학교 교수 이종욱(李鍾旭)의 글을 인용하였는데, 이에 따르면 연개소문의 포악함은 고구려 백성들의 마음이 왕국을 떠나도록 했다, 집권과정에서 100여명의 대신들을 죽였다. 이들은 왕정을 담당하던 세력이었다, 쿠데타에 반대한 지방세력을 장악하지 못했다. 따라서 나당 연합군이 쳐들어왔을 때 국력을 총동원할 수가 없었다. 당과 싸우려면 국내의 단합을 도모해야 했는데 분열을 조장했다, 안시성에서 싸워 이긴 성주는 연개소문에 반대하던 사람이었다. 그는 연개소문의 도움 없이 당나라군을 무찔렀다, 연개소문은 당나라에 대한 두려움을 몰랐다며 비판적으로 평가하였다.

#### 친일 청산 문제 관련 논란에 대한 입장
2009년 민족문제연구소에서 발간한 《친일인명사전》과 관련해 ‘친일파보다 친북파가 더 나쁘다’라는 논지의 글을 올리며, ‘당시에 친일은 생존의 수단이었고 친일파들은 일제가 이길 것이란 잘못된 정보 때문에 친일을 한 것이다’라는 주장을 했다.
조갑제는 조갑제닷컴에 '친일파와 친북파 비교'라는 글을 올리고, "일제강점기에 한국인의 선택은 항일 독립 운동하여 죽거나 감옥에 갈 것인가 아니면 순응하여 살면서 실력을 길러 독립준비를 할 것인가의 양자택일이었다. 조국이 없는 상태에서 독립운동에 적극적이지 못했다고 모두를 친일파로 모는 것은 불합리하며, 대부분 인사의 자발적이거나 타의에 의해서 이거나 일제에 협력한 때가 40년 이후 임도 감안해야 함을 말했다."
이를 모든 친일파를 사면해야한다는 어떤 선언으로 듣는다면 그는 이해력이 많이 부족한 것이다. 해방 후 70년, 광복 후 67년이 흘렀다. 살아남은 친일파(부일파)는 거의 없으나 4~586운동권이 기성세대가 된 이후로 친일타도 몰이는 6~70년대의 빨갱이 몰이 만큼이나 강력하다. 적대하고 살아가는 것이 불가능한 일본이라면 일본을 더 잘 이해하고 일본을 더 잘 이용하자는 용일론(用日論)까지 친일로 매도하는 전체주의가 횡행한다. 그것을 꼬집은 것이다.
김구는 귀국 후 말했다. "살아남은 사람 모두가 죄인이다"라고. 장준하는 그의 글에서 김구가 귀국 후 머물렀던 경교장(京橋莊)이 친일파 이창학이 기부한 곳이었음을 말했다. 프랑스는 점령기간이 짧았지만 우리는 한 세대 이상을 당했다.

#### 우리민족끼리에 대한 비판
2019년에 대남선전매체인 우리민족끼리에서 전광훈목사와 김문수전지사에 대한 비판을 소개하는 글을 조갑제닷컴에 실으며 북한이 남한의 일거수일투족을 훈수한다고 비판하였다.

### 기타 발언
- 2009년 12월 일본 우익언론 <산케이 신문>의 구로다 가쓰히로 기자가 대한민국의 비빔밥을 '양두구육'이라고 비하한 발언에 대해 비판이 거세지던 가운데 구로다와 개인적으로 친분이 있던 조갑제가 "음식점 주인이 손님으로부터 지적을 당하면 '앞으로 더 잘 만들겠습니다'라는 모습을 보여야지 '싫으면 먹지 마!'라고 화를 낸다면 누가 그 음식점을 다시 찾겠는가?"라며 구로다의 발언을 감싸는 주장을 하였다.[18]

## 기타
한국의 사회학자이자 민족해방계열 운동가인 강정구(姜禎求)와 부산고등학교 동문인 것이 알려져 화제가 되기도 했다.

## 평가

### 긍정적 평가
1970년대, 1980년대 조선일보 기자 재직시절에 조갑제는 이념을 떠나서 기자의 모범을 보여주었던 대표적인 유능한 기자로 높은 평가를 받았다. 초기에는 1970년대 당시 아무도 관심없던 환경문제를 심층취재하여 유명해졌다. 1980년 광주 민주화 항쟁 때 휴가를 내고 현지에 잠입취재를 했다가 강제로 해직당하는 수모를 겪기도 했다. 이러한 점에서 조갑제는 군사정부 시절대 기자로서의 평가는 높은 평가를 받았으며, 특히 그의 탐문취재나 심층취재 방법은 지금까지도 언론인으로서의 귀감을 받고있다.
노무현 정부의 이병완 전 대통령 비서실장은 2007년 대선의 주역으로 조갑제와 서정갑을 꼽았다. 그는 "2007년 승리에 만족하지 않고 여전히 재야에 머물며 100년 대계의 꿈을 삭이지 않는 그들이야말로 진정한 승부사"라며 "세계관, 인생관, 가치관을 떠나 그들을 경외롭게 볼 수밖에 없다"고도 했다.

### 부정적 평가
- 1990년대 중반 이후 소위 극좌 논객들에게 많은 비판의 대상이 되었다. 예를 들어, 진중권은 《내 무덤에 침을 뱉어라》의 제목을 패러디한 책 《네 무덤에 침을 뱉으마》를 통해 그를 ‘극우 파시스트’라고 비판하기도 했다.
- 1993년 김대중과의 인터뷰 당시 집요하게 정계은퇴를 강조하는 질문을 퍼부었는데, 《김대중 죽이기》를 쓴 강준만은 “보기 민망하다”고 비판하였다.[24]

## 수상 경력
- 1974년 제7회 한국기자상(한국기자협회)-중금속 오염의 추적
- 1990년 한국잡지협회 제정 잡지기자상
- 1991년 제4회 아시아-태평양상 특별상(마이니치 신문 주관)
- 1994년 관훈클럽언론상-북한인권문제 보도

## 주요 저서
- 《고문과 조작의 기술자들》. 한길사. 1987년. ISBN 2007898000400
- 《거짓의 MBC를 끄자》, 조갑제닷컴, 2008, ISBN 9788992421393
- 《공수부대의 광주사태》, 조갑제닷컴, 2007, ISBN 9788992421300 (재출간)
- 《이명박 혁명》, 조갑제닷컴, 2007, ISBN 9788992421287
- 《박정희 전기 - 내 무덤에 침을 뱉어라》(전 13권), 조갑제닷컴, 2006, ISBN 8995772166 (재출간 합본)
- 《김대중의 정체》, 조갑제닷컴, 2006, ISBN 8995772107 (재출간)
- 《김현희의 하나님》, 고시계사, 1990, ISBN 2000383000299
- 《유고》(有故), 한길사, 1987, ISBN 2007898004248
- 《대한민국 파괴되고 있는가 - 문재인 정권의 대한민국 파괴》, 북앤피플, 2019 (공동 저자: 최광, 김경회, 김문수, 김정호, 김태우, 박석순, 박인환, 성창경, 신원식, 양준모, 윤덕민, 정규재, 정범진, 조희문)

## 같이 보기
| - 김완섭 - 사상의 자유 - 선우휘 - 지만원 - 서정갑 (운동가) - 이문열 - 방우영 - 방일영 - 김동길 - 송복 - 안병훈 - 이동복 - 김대중 (언론인) - 백낙청 | - 표현의 자유 - 홍관희 - 이회창 - 김성욱 - 류근일 - 김필재 - 박관수 (1897년) - 박홍 (신부) - 박희도 (1934년) - 진중권 - 마광수 - 김완섭 - 한승조 - 손충무 - 박용만 (정치인) - 김구 | - 류근일 - 반공주의 - 국가주의 - 조선일보 - 한국논단 - 오제도 - 이도형 (1933년) - 이주천 (1951년) - 역사학도 (누리꾼) - 한승조 - 이승만 - 장면 - 박정희 - 전두환 - 주체사상파 - 민족 해방 | - 손충무 - 언론의 자유 - 표현의 자유 - 사상의 자유 - 윤이상 - 김일성 - 김정일 - 이도형 (1933년) - 이상돈 (1951년) - 홍일식 - 펀드빌더 - 전원책 - 선우종원 - 김동문 |  |